# Нама
На́ма (Khoekhoegowap, раніша мала назву готтентотська мова) — діалектний континуум, поширений на території Намібії (регіони Еронго, Кунене, Очосондьюпа), а також Ботсвани (округи Ганзі та Кгалагаді) та Південно-Африканської Республіки (Північна Капська провінція). Зазвичай розглядається як єдина мова, будучи в такому випадку найбільшою в макросім'ї. Діалектами нама говорять представники таких народів, як нама (namaqua), дамара, хайл'ом (Haiǁom), а також інші нечисленні етнічні групи, наприклад, ч'хомані (ǂKhomani)
Нама — національна мова Намібії. Нею видаються книжки (літературна нама), використовують в адміністрації, запропонована як шкільний предмет. У Намібії і ПАР деякі радіостанції ведуть радіомовлення нама. Викладається в Університеті Намібії (Віндгук), в ПАР може бути мовою другої освіти.
Багато тих, хто розмовляє мовою нама, є носіями двох і більше мов: в Намібії і ПАР як додаткові мови спілкування використовуються африкаанс і англійська, у Ботсвані — сетсвана та англійська.

## Писемність
Мова нама користується латиницею.
Голосні та дифтонги
| A a | E e | I i | O o | U u | Ā ā  | Ē ē  | Ī ī  | Ō ō  | Ū ū  | Â â | Î î | Û û |
| --- | --- | --- | --- | --- | ---- | ---- | ---- | ---- | ---- | --- | --- | --- |
| /a/ | /e/ | /i/ | /o/ | /u/ | /aː/ | /eː/ | /iː/ | /oː/ | /uː/ | /ã/ | /ĩ/ | /ũ/ |

| Ae ae | Ai ai | Ao ao | Au au | Oa oa | Oe oe | Ui ui | Âi âi | Âu âu | Ôa ôa | Ûi ûi | Îa îa |
| ----- | ----- | ----- | ----- | ----- | ----- | ----- | ----- | ----- | ----- | ----- | ----- |
| /ae/  | /ai/  | /ao/  | /au/  | /oa/  | /oe/  | /ui/  | /ãi/  | /ãu/  | /õa/  | /ũi/  | /ĩa/  |

Неклацаючі приголосні
| B b | D d | G g | H h | K k | Kh kh | M m | N n | P p | R r | S s | T t | Ts ts | W w | X x | Z z | F f | J j | L l |
| --- | --- | --- | --- | --- | ----- | --- | --- | --- | --- | --- | --- | ----- | --- | --- | --- | --- | --- | --- |
| /b/ | /d/ | /g/ | /h/ | /k/ | /kʰ/  | /m/ | /n/ | /p/ | /r/ | /s/ | /t/ | /t͡sʰ/ | /w/ | /x/ | /z/ | /f/ | /j/ | /l/ |

- Букви f, j, l використовуються в запозиченнях з інших мов.

Клацаючі приголосні
| ǀ     | ǁ     | !     | ǂ     | ǀg  | ǁg  | !g  | ǂg  | ǀh    | ǁh    | !h    | ǂh    |
| ----- | ----- | ----- | ----- | --- | --- | --- | --- | ----- | ----- | ----- | ----- |
| /ᵑǀˀ/ | /ᵑǁˀ/ | /ᵑ!ˀ/ | /ᵑǂˀ/ | /ǀ/ | /ǁ/ | /!/ | /ǂ/ | /ᵑǀʱ/ | /ᵑǁʱ/ | /ᵑ!ʱ/ | /ᵑǂʱ/ |

| ǀn   | ǁn   | !n   | ǂn   | ǀkh  | ǁkh  | !kh  | ǂkh  |
| ---- | ---- | ---- | ---- | ---- | ---- | ---- | ---- |
| /ᵑǀ/ | /ᵑǁ/ | /ᵑ!/ | /ᵑǂ/ | /ǀχ/ | /ǁχ/ | /!χ/ | /ǂχ/ |